# Golia e il cavaliere mascherato
Golia e il cavaliere mascherato è un film italiano del 1963, diretto da Piero Pierotti.

## Trama
Nella Spagna del XVI secolo, Don Francisco è costretto per preservare le terre nella tenuta di famiglia al fidanzamento di sua figlia Blanca, con l'arrogante Don Ramiro. Don Juan, nipote di Don Francisco è il vero amore di Blanca, tornato dalla guerra nelle Fiandre. Don Juan indossa una maschera e si unisce a una banda di zingari guidata da Estella per combattere contro le forze di Don Ramiro. In questo sforzo sarà aiutato da un uomo muscoloso a torso nudo e anche dal capitano Blasco che lavora per Don Ramiro.